# 11 marca
11 marca jest 70. (w latach przestępnych 71.) dniem w kalendarzu gregoriańskim. Do końca roku pozostaje 295 dni.

## Święta
- Imieniny obchodzą: Balbina, Benedykt, Dominik, Drogosława, Eulogiusz, Eutymiusz, Jan, Kandyd, Konstanty, Konstantyn, Nawoj, Sofroniusz, Sylwia, Świetlana, Tala, Talus, Teresa i Trofim.
- Lesotho – Dzień Króla Moshoeshoe I
- Litwa – Dzień Odrodzenia Niepodległości
- Polska – Dzień Sołtysa (lokalnie inne terminy)
- Wspomnienia i święta w Kościele katolickim[1][2] obchodzą:
  - św. Eulogiusz z Kordoby (męczennik)
  - św. Sofroniusz z Damaszku (biskup, pisarz chrześcijański)
  - święci: Trofim i Talus (męczennicy z Laodycei)
- Kościół Polskokatolicki w RP – Święto Kościoła Narodowego

## Wydarzenia w Polsce
- 1566 – Wszedł w życie drugi Statut Wielkiego Księstwa Litewskiego.
- 1609 – Wybuchła II wojna polsko-rosyjska.
- 1656 – Potop szwedzki: armia szwedzka zdobyła Jarosław.
- 1660 – Na zamku kasztelana wojnickiego Jana Wielopolskiego w Rożnowie rozpoczęła się publiczna dysputa teologiczna między przedstawicielami braci polskich a duchownymi katolickimi.
- 1814 – W Warszawie odbyła się prapremiera opery Łaska Imperatora z muzyką Karola Kurpińskiego i librettem Ludwika Adama Dmuszewskiego.
- 1822 – Od uderzenia pioruna spłonął kościół Marii Panny w Legnicy.
- 1912 – Uruchomiono elektrownię w Nowym Sączu.
- 1927 – Została zdelegalizowana Niezależna Partia Chłopska.
- 1928:
  - Odbyły się wybory do Senatu RP.
  - Otwarto Ogród Zoologiczny w Warszawie.
- 1930 – Otwarto regularną linię pasażerską z Gdyni do Nowego Jorku.
- 1932 – Została wprowadzona reforma szkolnictwa (tzw. reforma jędrzejewiczowska).
- 1938 – Na granicy polsko-litewskiej został zastrzelony żołnierz KOP, co dało pretekst stronie polskiej do wystosowania 17 marca ultimatum wobec Litwy z żądaniem uregulowania stosunków dyplomatycznych.
- 1941 – W odwecie za zlikwidowanie przez żołnierzy ZWZ kolaboranta aktora Igo Syma Niemcy rozstrzelali w Palmirach 21 więźniów Pawiaka.
- 1947 – Przed Najwyższym Trybunałem Narodowym w Warszawie rozpoczął się proces Rudolfa Hoessa, komendanta byłego niemieckiego obozu koncentracyjnego Auschwitz-Birkenau.
- 1951 – Powstało Stowarzyszenie Dziennikarzy Polskich.
- 1966 – Premiera filmu Faraon w reżyserii Jerzego Kawalerowicza.
- 1968:
  - Posłowie z koła „Znak” złożyli interpelację do premiera Józefa Cyrankiewicza w sprawie wydarzeń na wyższych uczelniach.
  - Stefan Kisielewski został pobity w bramie swego domu przez grupę ORMO-wców.
- 1971:
  - Dowódca Marynarki Wojennej adm. Ludwik Janczyszyn wydał rozkaz o utworzeniu w Gdyni 3. Flotylli Okrętów.
  - Transatlantyk „Batory” został sprzedany na złom do Hongkongu.
- 1973 – Na antenie TVP1 przeprowadzono pierwszą transmisję z losowania gier liczbowych Totalizatora Sportowego.
- 1991 – Wszedł do służby zbiornikowiec ORP „Bałtyk”.
- 1996 – Premiera baśni filmowej Dzieje mistrza Twardowskiego w reżyserii Krzysztofa Gradowskiego.
- 2000 – Teatr Miejski w Gdyni otrzymał imię Witolda Gombrowicza.

## Wydarzenia na świecie

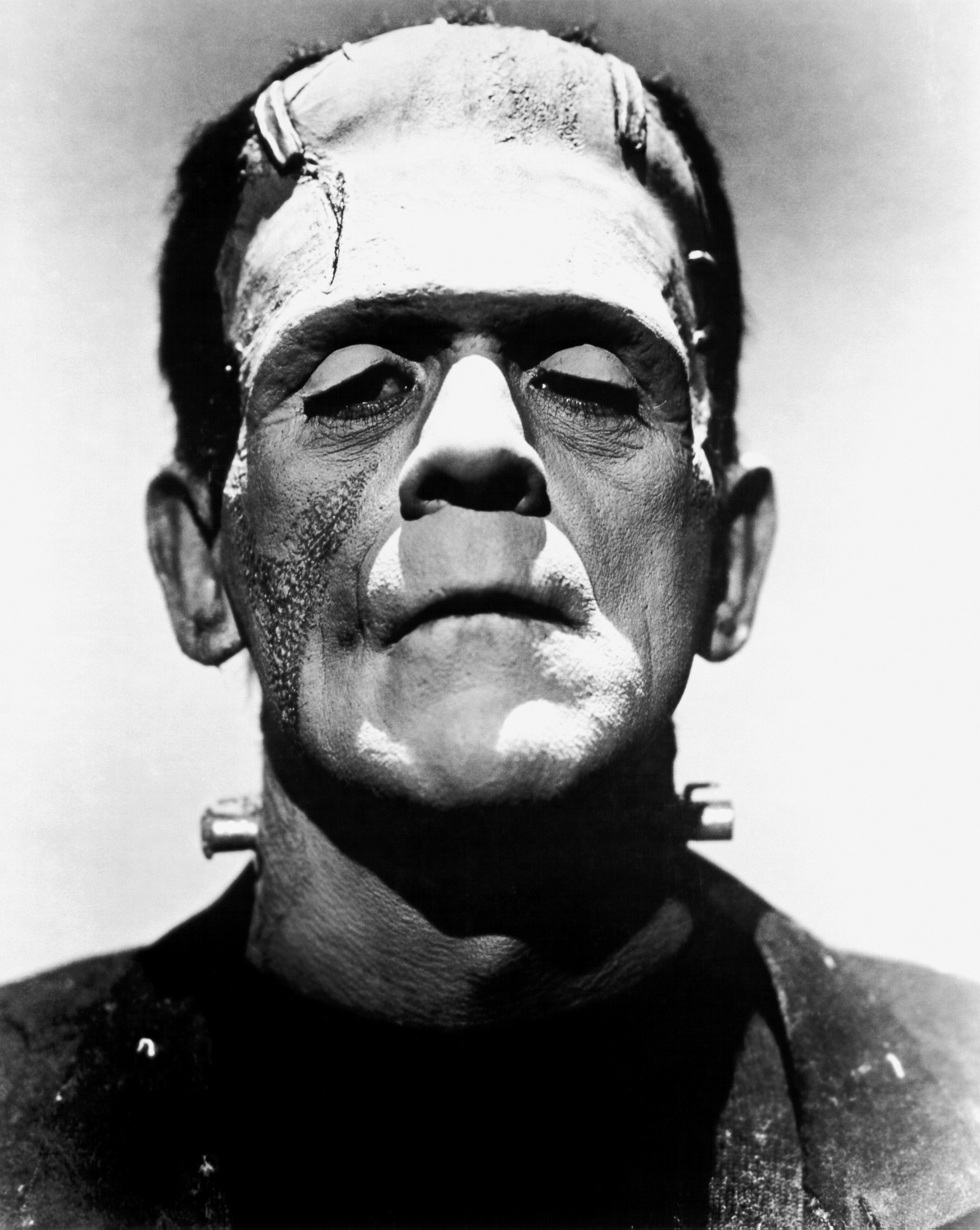
Boris Karloff w roli tworu dr. Frankensteina w ekranizacji z 1931 roku

- 23 – Liu Xuan został cesarzem Chin.
- 222 – Aleksander Sewer został cesarzem rzymskim w miejsce obalonego i zamordowanego Heliogabala.
- 843 – Podczas uroczystości w Hagia Sophia w Konstantynopolu zniesiono ikonoklazm w cerkwi prawosławnej.
- 928 – Trpimir II został królem Chorwacji.
- 1387 – Została stoczona bitwa pod Castagnaro pomiędzy Padwą i Weroną.
- 1405 – Kupiecka rodzina Römerów sprzedała miastu Frankfurt nad Menem budynek, który do dzisiaj pełni funkcję miejskiego ratusza.
- 1500 – Król Czech Władysław II Jagiellończyk nadał przywileje szlachcie, m.in.: zgodził się na kodyfikację prawa (tzw. Konstytucję Władysławowską), która ustanawiała trzy izby sejmowe: magnacką, szlachecką i mieszczańską.
- 1513 – Leon X został papieżem.
- 1555 – Wojna rosyjsko-szwedzka: zwycięstwo wojsk szwedzkich w bitwie pod Kivinäbb.
- 1649 – Fronda zawarła w Rueil pokój z rządem francuskim.
- 1671 – Powstała Duńska Kompania Zachodnioindyjska.
- 1702 – Ukazało się pierwsze wydanie pierwszej angielskiej gazety codziennej „The Daily Courant”.
- 1744 – W Londynie zainaugurował działalność dom akcyjny Sotheby’s.
- 1784 – Podpisano traktat z Mangaluru kończący II wojnę Brytyjczyków z Królestwem Majsur w Indiach.
- 1811:
  - Cesarz Napoleon I Bonaparte poślubił per procura swoją drugą żonę Marię Ludwikę Austriaczkę.
  - Wojna na Półwyspie Iberyjskim: zwycięstwo wojsk francuskich nad brytyjsko-portugalskimi w bitwie pod Pombal.
- 1813 – VI koalicja antyfrancuska: wojska rosyjskie wkroczyły do Berlina.
- 1815 – Zwycięstwo wojsk hiszpańskich nad powstańcami peruwiańskimi w bitwie pod Umachiri.
- 1818 – W Wielkiej Brytanii ukazała się powieść Frankenstein Mary Shelley.
- 1824 – Przy Departamencie Wojny USA utworzono Biuro do spraw Indian.
- 1830 – W Teatro La Fenice w Wenecji odbyła się premiera opery Capuleti i Montecchi z muzyką Vincenzo Belliniego i librettem Felice Romanego.
- 1841 – Z Nowego Jorku w rejs do Liverpoolu wypłynął i następnie zaginął bez śladu brytyjski transatlantyk „President” ze 109 osobami na pokładzie.
- 1844 – Konstandinos Kanaris został premierem Grecji.
- 1845 – Wojny maoryskie: rozpoczęła się wojna o maszt flagowy (Nowa Zelandia).
- 1849 – Powstanie węgierskie: Armia Siedmiogrodzka pod dowództwem gen. Józefa Bema zdobyła Sybin broniony przez wojska austriackie i rosyjskie.
- 1851 – W Teatro La Fenice w Wenecji odbyła się premiera opery Rigoletto z muzyką Giuseppe Verdiego i librettem Francesca Marii Piavego.
- 1861 – W Montgomery w Alabamie uchwalono Konstytucję Skonfederowanych Stanów Ameryki.
- 1864 – Ponad 250 osób zginęło po przerwaniu zapory wodnej pod angielskim Sheffield.
- 1867 – W Paryżu odbyła się premiera opery Don Carlos z muzyką Giuseppe Verdiego i librettem Josepha Méryʼego i Camilleʼa du Locle.
- 1871 – Lascăr Catargiu został po raz drugi premierem Rumunii.
- 1872 – W ramach Kulturkampfu w Cesarstwie Niemieckim wprowadzono ustawę o państwowym nadzorze szkolnym, która odbierała Kościołowi prawo do nadzoru nad szkołami prywatnymi i publicznymi.
- 1878 – W Montrealu oddano do użytku ratusz miejski.
- 1879 – Japonia zaanektowała Królestwo Riukiu.
- 1888 – Północno-wschodnie Stany Zjednoczone zostały zaatakowane przez jedną z największych śnieżyc w historii, która spowodowała śmierć ponad 400 osób.
- 1893 – Francuski astronom Auguste Charlois odkrył planetoidy: (360) Carlova i (361) Bononia.
- 1894 – W Göteborgu założono klub sportowy GAIS.
- 1907 – We francuskiej Langwedocji rozpoczął się bunt producentów wina.
- 1913 – Zawarto porozumienie niemiecko-brytyjskie ustalające przebieg granicy między ich koloniami Kamerunem i Nigerią.
- 1915 – I wojna światowa: niemiecki okręt podwodny SM U-27 zatopił na Kanale Północnym brytyjski krążownik pomocniczy HMS „Bayano”, w wyniku czego zginęło ok. 200 członków załogi, uratowało się 26.
- 1917:
  - I wojna światowa: wojska brytyjsko-indyjskie zdobyły Bagdad.
  - Venustiano Carranza został prezydentem Meksyku.
  - W Teatro Augusteo w Rzymie odbyła się premiera poematu symfonicznego Fontanny rzymskie Ottorino Respighiego.
- 1918 – I wojna światowa: złożeniem broni przed Niemcami przez I Korpus Polski w Rosji zakończyły się walki o Bobrujsk.
- 1931:
  - David Samanez Ocampo został tymczasowym prezydentem Peru.
  - W ZSRR wprowadzono program usportowienia społeczeństwa pod nazwą „Gotowi do pracy i do obrony ZSRR”.
- 1935:
  - Rozpoczął działalność Bank Kanady.
  - W Wielkiej Brytanii ukazała się powieść Córka proboszcza George’a Orwella.
- 1938 – Kanclerz Austrii Kurt Schuschnigg został zmuszony przez Adolfa Hitlera, pod groźbą interwencji zbrojnej, do ustąpienia ze stanowiska. Jego następcą został nazista Arthur Seyss-Inquart.
- 1940 – Bitwa o Atlantyk: brytyjski bombowiec Bristol Blenheim zatopił na Morzu Północnym odbywający próbny rejs niemiecki okręt podwodny U-31, w wyniku czego zginęła cała 48-osobowa załoga i 10 cywilnych specjalistów.
- 1941 – Przyjęto Lend-Lease Act w sprawie pomocy dla krajów istotnych z punktu widzenia obrony USA.
- 1942 – Wojna na Pacyfiku: głównodowodzący obroną Filipin gen. Douglas MacArthur wsiadł wraz z żoną i synem na pokład kutra torpedowego PT-41 i z Corregidoru dotarł na Mindanao, a następnie stamtąd samolotem B-17 do Australii.
- 1944 – Kampania śródziemnomorska: podczas amerykańskiego nalotu bombowego na port we francuskim Tulonie zostały zatopione niemieckie okręty podwodne U-380 i U-410.
- 1945 – Wojna na Pacyfiku: nieudany japoński atak na główne kotwicowisko okrętów alianckich na wodach atolu Ulithi na Karolinach, przeprowadzony przez 24 samoloty-kamikaze i 6 ciężkich łodzi latających, które miały zbombardować okręty przeciwnika.
- 1948 – Wojna domowa w Mandacie Palestyny: Arabowie zdetonowali samochód-pułapkę przed amerykańskim konsulatem i budynkami Agencji Żydowskiej w Jerozolimie. Zginęło 13 osób, a 84 zostały ranne.
- 1959 – W 4. Konkursie Piosenki Eurowizji we francuskim Cannes zwyciężyła holenderska piosenka Een Beetje w wykonaniu Teddy Scholten.
- 1960 – Została wystrzelona amerykańska międzyplanetarna sonda kosmiczna Pioneer 5, której zadaniem było zbadanie przestrzeni między Ziemią a Wenus.
- 1969 – Rafael Caldera został prezydentem Wenezueli.
- 1970:
  - Podczas Międzynarodowego Salonu Samochodowego w Genewie zaprezentowano luksusowy samochód sportowy Citroën SM, skonstruowany przy współpracy z firmą Maserati.
  - Przywódca Kurdów Mustafa Barzani i wiceprezydent Iraku Saddam Husajn podpisali 15-punktowe porozumienie pokojowe kończące trwające 8,5 roku kurdyjskie powstanie, na mocy którego iraccy Kurdowie zostali uznani za odrębną grupę etniczną i otrzymali autonomię.
- 1971:
  - 12 osób zginęło, a 74 zostały ranne w wyniku wykolejenia pociągu koło miasta Vicuña w środkowym Chile.
  - Premiera amerykańskiego filmu science fiction THX 1138 w reżyserii George’a Lucasa.
- 1973 – Héctor José Cámpora wygrał wybory prezydenckie w Argentynie.
- 1975:
  - Wojna wietnamska: wojska północnowietnamskie zdobyły miasto Buôn Ma Thuột w Wietnamie Południowym.
  - W Portugalii doszło do nieudanego puczu wojskowego pod wodzą byłego prezydenta gen. António de Spínoli.
- 1977:
  - Brazylia wypowiedziała układ o współpracy wojskowej z USA.
  - Obalony przez komunistów król Laosu Savang Vatthana został zesłany wraz z rodziną do „obozu reedukacji”.
  - Premiera amerykańskiego filmu katastroficznego Port lotniczy ’77 w reżyserii Jerry’ego Jamesona.
- 1978 – Palestyńscy terroryści wysadzil na przedmieściach Tel Awiwu uprowadzony wcześniej autobus. Zginęły 43 osoby (w tym 9 terrorystów), a 72 zostały ranne.
- 1980:
  - Julius Chan został premierem Papui-Nowej Gwinei.
  - Założono Niemiecki Instytut Kultury Polskiej w Darmstadt.
- 1981 – Weszła w życie nowa konstytucja Chile.
- 1983:
  - 23 spośród 50 osób na pokładzie zginęły w katastrofie samolotu DC-9 w Wenezueli.
  - Bob Hawke został premierem Australii.
- 1984 – Papież Jan Paweł II kanonizował Paulę Frassinetti.
- 1985 – Michaił Gorbaczow został wybrany na stanowisko sekretarza generalnego KC KPZR.
- 1990:
  - Litwa uroczystą deklaracją parlamentu ogłosiła niepodległość.
  - Patricio Aylwin zastąpił na stanowisku prezydenta Chile sprawującego od 17 lat dyktatorskie rządy gen. Augusto Pinocheta.
- 1994:
  - Eduardo Frei (młodszy) objął urząd prezydenta Chile.
  - Klub Londyński zredukował o 13 miliardów dolarów polski dług z czasu rządów Edwarda Gierka.
- 1996 – John Howard został premierem Australii.
- 1997 – Wykonano ostatni wyrok śmierci na Ukrainie.
- 1998 – W Danii odbyły się wybory parlamentarne.
- 2000 – Ricardo Lagos objął urząd prezydenta Chile.
- 2004:
  - 47 górników zginęło w wyniku wybuchu metanu w kopalni „Tajżyńska” na Syberii.
  - W Madrycie doszło do serii zamachów bombowych na pociągi. Zginęło 191 osób (w tym 4 Polaków), a 1858 zostało rannych.
- 2006 – Michelle Bachelet objęła urząd prezydenta Chile.
- 2008 – Rozpoczęła się misja STS-123 wahadłowca Endeavour.
- 2009:
  - U wybrzeży południowego Queensland (Australia) doszło do wycieku 230 ton oleju napędowego z uszkodzonego kontenerowca.
  - W masakrze w Winnenden w niemieckiej Badenii-Wirtembergii zginęło 16 osób (w tym zamachowiec), a kilkanaście zostało rannych.
- 2010:
  - Na Ukrainie powołano pierwszy rząd Mykoły Azarowa.
  - Sebastián Piñera objął urząd prezydenta Chile.
- 2011 – Trzęsienie ziemi z epicentrum znajdującym się 130 km od japońskiej wyspy Honsiu o magnitudzie 9 stopni wywołało falę tsunami, która wdarła się w głąb lądu, powodując wiele szkód (m.in. katastrofę w elektrowni atomowej Fukushima I). Zginęło lub zaginęło ponad 19 tys. osób, a ponad 6 tys. zostało rannych.
- 2012 – Wojna w Afganistanie: Amerykański żołnierz dokonał masakry 16 cywilów w okolicach miasta Pandżawi w prowincji Kandahar.
- 2013 – 99,8% spośród głosujących w referendum na Falklandach opowiedziało się za utrzymaniem dotychczasowego statusu archipelagu jako brytyjskiego terytorium zamorskiego.
- 2014:
  - Abd Allah as-Sani został premierem Libii.
  - Michelle Bachelet objęła po raz drugi urząd prezydenta Chile.
- 2015 – 17 osób zginęło, a 55 zostało rannych w pożarze centrum handlowego w stolicy Tatarstanu, Kazaniu.
- 2016:
  - Izraelski superstulatek pochodzenia polsko-żydowskiego Jisra’el Kristal został zweryfikowany jako najstarszy mężczyzna na świecie przez Księgę rekordów Guinnessa[3].
  - Taneti Mamau został prezydentem Kiribati.
- 2018 – Sebastián Piñera objął po raz drugi urząd prezydenta Chile.
- 2020:
  - Producent filmowy Harvey Weinstein został skazany przez sąd w Nowym Jorku na 23 lata pozbawienia wolności za gwałt i napaść seksualną.
  - Światowa Organizacja Zdrowia ogłosiła pandemię COVID-19.
- 2022 – 75 osób zginęło, a 125 zostało rannych w wyniku wykolejenia pociągu we wsi Buyofwe w prowincji Lualaba na południu Demokratycznej Republice Konga.
- 2024 – Premier i p.o. prezydenta Haiti Ariel Henry, podczas pobytu na Portoryko po szczycie przywódców krajów Wspólnoty Karaibskiej, podał się do dymisji w związku z niemożnością powrotu do kraju wynikającą z trwających w Haiti ataków gangów i rosnącego chaosu.
- 2025 – Dochodzi do wypadku na przejeździe kolejowo-drogowym tramwaju kolei miejskich w Karlruhe z cysterną, w wyniku którego zginęły trzy osoby[4].

## Urodzili się
- 1485 – Bernhard von Cles, austriacki duchowny katolicki, biskup Trydentu, kardynał (zm. 1539)
- 1544 – Torquato Tasso, włoski poeta (zm. 1595)
- 1549 – Hendrik Laurenszoon Spiegel, holenderski poeta, humanista (zm. 1612)
- 1580 – Józef Negro Maroto, hiszpański dominikanin, misjonarz, męczennik, błogosławiony (zm. 1622)
- 1591 – Izabela Sabaudzka, księżna Modeny i Reggio (zm. 1626)
- 1615 – Johann Weikhard von Auersperg, książę ziębicki (zm. 1677)
- 1644 – Andrzej Krupecki, polski prawnik, rektor Akademii Krakowskiej (zm. 1725)
- 1682 – Karol Wirtemberski, książę oleśnicki (zm. 1745)
- 1683 – Giovanni Veneziano, włoski kompozytor, organista (zm. 1742)
- 1685 – Jean-Pierre Niceron, francuski pisarz (zm. 1738)
- 1726:
  - Wasilij Cziczagow, rosyjski admirał, podróżnik, odkrywca (zm. 1809)
  - Louise d’Épinay, francuska pisarka (zm. 1783)
- 1730:
  - Konstanty Bniński, polski szlachcic, polityk, targowiczanin (zm. 1767)
  - Otto Friedrich Müller, duński przyrodnik (zm. 1784)
- 1731 – Robert Treat Paine, amerykański prawnik, polityk (zm. 1814)
- 1745 – Bodawpaya, król Birmy (zm. 1819)
- 1748 – Christian Ditlev Frederick, hrabia Reventlow, duński polityk, reformator ustrojowy (zm. 1827)
- 1754 – Juan Meléndez Valdés, hiszpański polityk, poeta (zm. 1817)
- 1756 – Giuseppe Spina, włoski duchowny katolicki, arcybiskup Genui, kardynał (zm. 1828)
- 1759 – Carel de Vos van Steenwijk, holenderski pisarz, podróżnik (zm. 1830)
- 1761 – Ebenezer Denny, amerykański polityk (zm. 1822)
- 1764 – Józef Dobek Dzierzkowski, polski adwokat, polityk, bibliofil (zm. 1830)
- 1770 – William Huskisson, brytyjski polityk (zm. 1830)
- 1779 – Filip, landgraf Hesji-Homburg, marszałek polny Armii Cesarstwa Austriackiego (zm. 1846)
- 1787 – Iwan Nabokow, rosyjski generał piechoty (zm. 1852)
- 1801:
  - William Draper, kanadyjski prawnik, sędzia, polityk (zm. 1877)
  - Jules Triger, francuski inżynier górnictwa, geolog (zm. 1867)
- 1806:
  - Louis Boulanger, francuski malarz, litograf, ilustrator (zm. 1867)
  - Adolphe Goupil, francuski marszand (zm. 1893)
  - Carlo di Persano, włoski admirał, polityk (zm. 1883)
- 1811:
  - Urbain Le Verrier, francuski matematyk, astronom, wykładowca akademicki (zm. 1877)
  - Stanisław Konstanty Pietruski, polski ziemianin, zoolog, biolog, ornitolog, pomolog, badacz fauny Karpat, założyciel pierwszego ogrodu zoologicznego na ziemiach polskich (zm. 1874)
- 1814 – Ludwik z Casorii, włoski franciszkanin, święty (zm. 1885)
- 1817 – John Black, kanadyjski sędzia, urzędnik pochodzenia szkockiego (zm. 1879)
- 1818:
  - Antonio Bazzini, włoski kompozytor, skrzypek (zm. 1897)
  - Marius Petipa, francuski tancerz, choreograf (zm. 1910)
  - Henri Étienne Sainte-Claire Deville, francuski inżynier, chemik, wykładowca akademicki (zm. 1881)
- 1819 – Henry Tate, brytyjski przedsiębiorca (zm. 1899)
- 1822 – Joseph Louis François Bertrand, francuski matematyk, ekonomista, wykładowca akademicki (zm. 1900)
- 1824 – Julius Blüthner, niemiecki budowniczy instrumentów muzycznych (zm. 1910)
- 1827:
  - Atanazy Benoe, polski ziemianin, polityk (zm. 1894)
  - Kajetan Kraszewski, polski pisarz, muzyk, astronom (zm. 1896)
- 1830 – Eduard Dallmann, niemiecki marynarz, odkrywca, polarnik (zm. 1896)
- 1838 – Shigenobu Ōkuma, japoński polityk, premier Japonii (zm. 1922)
- 1839 – Arthur Pue Gorman, amerykański polityk, senator (zm. 1906)
- 1841 – Benedykt Menni, włoski bonifrater, święty (zm. 1914)
- 1842 – Nicolaus Kleinenberg, niemiecki biolog, wykładowca akademicki (zm. 1897)
- 1843 – Harald Høffding, duński filozof, psycholog, wykładowca akademicki (zm. 1931)
- 1845 – Wasilij Jermakow, rosyjski matematyk, wykładowca akademicki (zm. 1922)
- 1847 – Sidney Sonnino, włoski prawnik, polityk (zm. 1922)
- 1851 – Stanisław Łopaciński, polski ziemianin, prawnik, adwokat, działacz społeczny, polityk (zm. 1933)
- 1856 – Georges Petit, francuski marszand (zm. 1920)
- 1857 – Thomas Clarke, irlandzki polityk (zm. 1916)
- 1859 – Stefan Sękowski, polski ziemianin, polityk (zm. 1910)
- 1860 – Wasilij Gorodcow, rosyjski archeolog, muzealnik, wykładowca akademicki (zm. 1945)
- 1861 – Józef Kazimierz Jakubowski, polski prawnik, podróżnik, muzealnik (zm. 1942)
- 1862 – Aleksandr Leluchin, rosyjski polityk (zm. ?)
- 1870 – Louis Bachelier, francuski matematyk, ekonomista (zm. 1946)
- 1872:
  - Siegfried Flesch, austriacki szablista (zm. 1939)
  - Kathleen Clarice Groom, brytyjska pisarka (zm. 1954)
  - Gustav Adolf Procházka, czeski teolog, patriarcha i biskup praski Kościoła Czechosłowackiego (zm. 1942)
  - Konstanty Wojciechowski, polski historyk literatury, wykładowca akademicki (zm. 1924)
- 1873 – Michael Guhr, spiskoniemiecki lekarz, działacz turystyczny (zm. 1933)
- 1875:
  - Frank Parks, brytyjski bokser (zm. 1945)
  - Helen Hay Whitney, amerykańska poetka (zm. 1944)
- 1876:
  - Kenneth Hayes Miller, amerykański malarz, grafik, pedagog (zm. 1952)
  - Carl Ruggles, amerykański kompozytor (zm. 1971)
- 1877:
  - Maurice Halbwachs, francuski socjolog, filozof, wykładowca akademicki (zm. 1945)
  - Frederick Stapleton, brytyjski pływak, piłkarz wodny (zm. 1939)
- 1881:
  - Władysław Dzierżyński, polski pułkownik lekarz, neurolog, psychiatra, wykładowca akademicki (zm. 1942)
  - Konstancja Jaworowska, polska działaczka socjalistyczna i niepodległościowa (zm. 1959)
- 1882:
  - Walentin Dogiel, rosyjski zoolog, parazytolog, wykładowca akademicki (zm. 1955)
  - Gunnar Kaasen, norweski maszer, podróżnik (zm. 1960)
  - Franciszek Sędzicki, polski poeta i pisarz kaszubski, dziennikarz, bibliotekarz (zm. 1957)
- 1883 – Paul Levi, niemiecki prawnik, adwokat, polityk pochodzenia żydowskiego (zm. 1930)
- 1884:
  - Jan Kazimierz Danysz, polsko-francuski fizyk (zm. 1914)
  - Sheridan Downey, amerykański polityk (zm. 1961)
  - Victor Dupré, francuski kolarz torowy (zm. 1938)
  - Józef Grzecznarowski, polski polityk, poseł na Sejm RP, prezydent Radomia (zm. 1976)
  - Paul Levi, szwedzki pastor zielonoświątkowy (zm. 1974)
- 1886:
  - Marian Górski, polski chemik (zm. 1961)
  - Zuzanna Łozińska, polska aktorka, reżyserka teatralna (zm. 1982)
  - Edward Śmigły-Rydz, polski dowódca wojskowy, Wódz Naczelny, marszałek Polski, polityk (zm. 1941)
- 1887 – Alaksandr Pruszynski, białoruski poeta, pisarz, publicysta i działacz narodowy (zm. 1920)
- 1890:
  - Vannevar Bush, amerykański inżynier (zm. 1974)
  - James Patrick Cannon, amerykański polityk, związkowiec (zm. 1974)
- 1891:
  - Vilhelm Andersson, szwedzki pływak, piłkarz wodny (zm. 1933)
  - Basil Williams, brytyjski łyżwiarz figurowy (zm. 1951)
- 1892:
  - Władysław Michejda, polski inżynier górnik, wykładowca akademicki (zm. 1952)
  - Marina Romanowa, księżniczka rosyjska (zm. 1981)
  - Tadeusz Tański, polski inżynier mechanik, konstruktor samochodowy (zm. 1941)
- 1893 – Gustáv Nedobrý, słowacki działacz turystyczny, taternik, ratownik górski (zm. 1966)
- 1894:
  - Otto Grotewohl, niemiecki polityk, premier NRD (zm. 1964)
  - Emil Thuy, niemiecki pilot wojskowy, as myśliwski (zm. 1930)
- 1896 – Gustaw Konstanty Żebrowski, polski major (zm. 1973)
- 1897:
  - Henry Cowell, amerykański pianista, kompozytor, muzykolog (zm. 1965)
  - Ilona Duczynska, polsko-węgierska rewolucjonistka, tłumaczka (zm. 1978)
  - Michaił Jefriemow, radziecki generał porucznik (zm. 1942)
- 1898:
  - Dorothy Gish, amerykańska aktorka (zm. 1968)
  - Yakup Satar, turecki weteran I wojny światowej (zm. 2008)
- 1899 – Fryderyk IX, król Danii (zm. 1972)
- 1900:
  - Alfredo Dinale, włoski kolarz szosowy i torowy (zm. 1976)
  - Artur Prędski, polski prozaik, poeta pochodzenia żydowskiego (zm. 1941)
- 1901 – Alfred LeConey, amerykański lekkoatleta, sprinter (zm. 1959)
- 1902:
  - Norbert Lippóczy, węgierski przedsiębiorca, kolekcjoner, bibliofil (zm. 1996)
  - Joseph Worthington, amerykański kontradmirał (zm. 1986)
- 1903:
  - Otto Faist, niemiecki trener piłkarski (zm. 1946)
  - Konstanty Józef Mojzych, polski generał brygady (zm. 1984)
  - Lawrence Welk, amerykański akordeonista, dyrygent (zm. 1992)
- 1905 – Zygmunt Dworakowski, polski polityk, prezydent Warszawy (zm. 1971)
- 1906 – Józef Kapeniak, polski pisarz (zm. 1977)
- 1907 – Helmut James von Moltke, niemiecki prawnik wojskowy (zm. 1945)
- 1908:
  - Matti Sippala, fiński lekkoatleta, oszczepnik (zm. 1997)
  - Grzegorz Timofiejew, polski pisarz, tłumacz (zm. 1962)
- 1909:
  - Florian Pierański, polski lekarz weterynarii, polityk, poseł na Sejm PRL (zm. 1981)
  - Zofia Zwolińska, polska artystka, fotografka (zm. 1998)
- 1910:
  - Robert Havemann, wschodnioniemiecki chemik, dysydent (zm. 1982)
  - Konstantin Kokkinaki, radziecki pułkownik lotnictwa (zm. 1990)
  - Hiacynta Marto, portugalska pastuszka, świadek objawienia w Fatimie, święta (zm. 1920)
  - Tadeusz Pecolt, polski duchowny katolicki (zm. 2008)
- 1911:
  - Władysław Bielański, polski biolog (zm. 1982)
  - Innozenz Stangl, niemiecki gimnastyk (zm. 1991)
- 1912:
  - Gerald Emmett Carter, kanadyjski duchowny katolicki, arcybiskup Toronto, kardynał (zm. 2003)
  - Jan Dorman, polski aktor, reżyser, menedżer teatralny, pisarz, plastyk (zm. 1986)
  - Wálter Guevara, boliwijski adwokat, pisarz, dyplomta, polityk, prezydent Boliwii (zm. 1996)
  - Paul Janes, niemiecki piłkarz, trener (zm. 1987)
- 1913:
  - Aniela Miszczykówna, polska aktorka, tancerka (zm. 1983)
  - Józef Żiżka, polski piłkarz (zm. 1975)
- 1914 – Álvaro del Portillo, hiszpański duchowny katolicki, biskup, prałat Opus Dei, Sługa Boży (zm. 1994)
- 1915:
  - Bronisław Kostkowski, polski kleryk, męczennik, błogosławiony (zm. 1942)
  - Hervé-Maria Le Cléac’h, francuski duchowny katolicki, sercanin biały, misjonarz, biskup Taiohae o Tefenuaenata (zm. 2012)
  - Alastair Martin, amerykański tenisista (zm. 2010)
- 1916:
  - Ferdy Mayne, niemiecki aktor (zm. 1998)
  - Benjamin A. Smith II, amerykański polityk, senator (zm. 1991)
  - Harold Wilson, brytyjski polityk, premier Wielkiej Brytanii (zm. 1995)
- 1918 – Thomas Gordon, amerykański psycholog, psychoterapeuta (zm. 2002)
- 1919 – Kira Gołowko, rosyjska aktorka (zm. 2017)
- 1920:
  - Nicolaas Bloembergen, amerykański fizyk pochodzenia holenderskiego, laureat Nagrody Nobla (zm. 2017)
  - D.J. Enright, brytyjski poeta (zm. 2002)
  - Benjamin Ferencz, węgierski prawnik (zm. 2023)
  - Kåre Kristiansen, norweski polityk (zm. 2005)
- 1921:
  - Astor Piazzolla, argentyński muzyk, kompozytor (zm. 1992)
  - John Westell, brytyjski konstruktor jachtów sportowych i turystycznych (zm. 1989)
- 1922:
  - Cornelius Castoriadis, francuski filozof, psychoanalityk pochodzenia greckiego (zm. 1997)
  - José Luis López Vázquez, hiszpański aktor (zm. 2009)
  - Tun Abdul Razak, malezyjski polityk, premier Malezji (zm. 1976)
- 1923:
  - Agatha Barbara, maltańska polityk, prezydent Malty (zm. 2002)
  - Louise Brough, amerykańska tenisistka (zm. 2014)
  - Stefan Kozicki, polski pisarz, reportażysta (zm. 1991)
  - Stefan Kurowski, polski ekonomista (zm. 2011)
  - Witold Szolginia, polski architekt, pisarz, gawędziarz (zm. 1996)
- 1924:
  - Werner Enders, niemiecki śpiewak operowy (tenor) (zm. 2005)
  - Jozef Tomko, słowacki duchowny katolicki, arcybiskup ad personam, sekretarz generalny Synodu Biskupów, kardynał (zm. 2022)
- 1925:
  - Peter R. Hunt, brytyjski reżyser filmowy (zm. 2002)
  - Tadeusz Lubczyński, polski kierownik produkcji filmowej (zm. 2009)
  - Rodney Wilkes, trynidadzko-tobagijski sztangista (zm. 2014)
- 1926:
  - Gieorgij Jumatow, rosyjski aktor (zm. 1997)
  - Thomas Starzl, amerykański transplantolog (zm. 2017)
  - Dennis Wilshaw, angielski piłkarz (zm. 2004)
- 1927:
  - Vincent Boryla, amerykański koszykarz (zm. 2016)
  - Andrzej Hundziak, polski kompozytor, pedagog muzyczny, animator życia muzycznego (zm. 2025)
- 1928:
  - Edmund Bilicki, polski elektryk, polityk, senator RP (zm. 2020)
  - Józef Cybertowicz, polski bibliotekarz, bibliograf (zm. 1971)
  - Janina Kwaśniewska, polska żeglarka sportowa, instruktorka (zm. 2011)
  - Janusz Roszkowski, polski dziennikarz, dyplomata, prezes PAP oraz Komitetu d.s. Radia i Telewizji (zm. 2025)
- 1929:
  - Jerzy Andrzej Chmurzyński, polski biolog, zoolog, etolog (zm. 2019)
  - Pier Giacomo De Nicolò, włoski duchowny katolicki, arcybiskup, nuncjusz apostolski (zm. 2021)
  - Mieczysław Glanowski, polski polityk, minister górnictwa (zm. 1983)
  - Józef Zapędzki, polski strzelec sportowy (zm. 2022)
- 1930:
  - Tommy Casey, północnoirlandzki piłkarz, trener (zm. 2009)
  - Isma’il Hamdani, algierski dyplomata, polityk, premier Algierii (zm. 2017)
  - Claude Jutra, kanadyjski reżyser filmowy (zm. 1986)
  - Zdzisław Kuksewicz, polski filozof, wykładowca akademicki (zm. 2019)
  - Joseph Kyeong Kap-ryong, południowokoreański duchowny katolicki, biskup pomocniczy Seulu, biskup Daejeon (zm. 2020)
  - Troy Ruttman, amerykański kierowca wyścigowy (zm. 1997)
  - Günter Sieber, niemiecki polityk, dyplomata (zm. 2006)
- 1931:
  - Marisa Del Frate, włoska aktorka, piosenkarka (zm. 2015)
  - Janosch, niemiecki pisarz, autor literatury dziecięcej
  - Rupert Murdoch, australijski wydawca
  - Anna Trojanowska-Kaczmarska, polska malarka, pedagog, historyk i teoretyk sztuki (zm. 2007)
- 1932:
  - Marian Eckert, polski historyk (zm. 2015)
  - Leroy Jenkins, amerykański skrzypek jazzowy, kompozytor (zm. 2007)
  - Nigel Lawson, brytyjski dziennikarz, polityk, kanclerz skarbu (zm. 2023)
- 1933:
  - Léa Garcia, brazylijska aktorka (zm. 2023)
  - Jesús Gil, hiszpański działacz piłkarski (zm. 2004)
  - Vangjel Heba, albański aktor, reżyser teatralny (zm. 1997)
  - Sandra Milo, włoska aktorka (zm. 2024)
  - Bogdan Węgrzyniak, polski bokser (zm. 1976)
- 1934:
  - Roger Coggio, francuski aktor, reżyser filmowy (zm. 2001)
  - Dilys Laye, brytyjska aktorka (zm. 2009)
  - Ingrid Lotz, niemiecka lekkoatletka, dyskobolka
  - Maciej Łukaszczyk, polski pianista (zm. 2014)
  - Maciej Wrzeszcz, polski dziennikarz, działacz katolicki (zm. 2021)
- 1935:
  - Nancy Kovack, amerykańska aktorka
  - Krystyna Pecold, polska okulistka
- 1936:
  - Omar Oreste Corbatta, argentyński piłkarz (zm. 1991)
  - Harald zur Hausen, niemiecki lekarz, laureat Nagrody Nobla (zm. 2023)
  - Antonin Scalia, amerykański prawnik, sędzia Sądu Najwyższego (zm. 2016)
- 1937:
  - María Auxiliadora Delgado, urugwajska pierwsza dama (zm. 2019)
  - Giennadij Gusarow, rosyjski piłkarz, trener (zm. 2014)
  - Leo Jun Ikenaga, japoński duchowny katolicki, arcybiskup metropolita Osaki
  - Lorne Loomer, kanadyjski wioślarz (zm. 2017)
  - Henryk Morel, polski rzeźbiarz, ceramik, rysownik, pedagog (zm. 1968)
  - Arolde de Oliveira, brazylijski polityk (zm. 2020)
  - Aleksandra Zabielina, rosyjska florecistka (zm. 2022)
- 1938 – Zygmunt Dobrenko, polski koszykarz
- 1939:
  - John Henry, brytyjski toksykolog (zm. 2007)
  - Mirosława Marcheluk, polska aktorka (zm. 2025)
  - Janina Piórko, polska lekkoatletka, sprinterka
  - Orlando Quevedo, filipiński duchowny katolicki, arcybiskup Cotabato, kardynał
- 1940:
  - David Jones, brytyjski lekkoatleta, sprinter (zm. 2023)
  - Andrzej Koprowski, polski duchowny katolicki, jezuita, dziennikarz (zm. 2021)
  - Horst Rascher, niemiecki bokser
- 1941:
  - Tadeusz Banaszczyk, polski socjolog, filozof (zm. 1998)
  - Piotr Barciński, polski rolnik, polityk, poseł na Sejm RP
  - Grzegorz Kalwarczyk, polski duchowny katolicki, kanclerz kurii, varsavianista (zm. 2022)
- 1942:
  - Suzanne Cory, australijska biolog
  - Janusz Kaliński, polski ekonomista, historyk
  - Marek Kotański, polski psycholog, terapeuta, działacz społeczny (zm. 2002)
  - Olev Laanjärv, estoński przedsiębiorca, samorządowiec, polityk (zm. 2007)
- 1943:
  - Attilio Benfatto, włoski kolarz torowy i szosowy (zm. 2017)
  - Nevio De Zordo, włoski bobsleista (zm. 2014)
  - Rolf Groven, norweski malarz (zm. 2025)
  - Andrzej Tomaszewicz, polski historyk, pedagog, polityk, senator RP (zm. 2020)
- 1944:
  - Manuel Hilario de Céspedes y García Menocal, kubański duchowny katolicki, biskup Matanzas (zm. 2025)
  - Wojciech Korda, polski gitarzysta, wokalista, kompozytor, członek zespołu Niebiesko-Czarni (zm. 2023)
  - Safet Zhulali, albański matematyk, polityk (zm. 2002)
- 1945:
  - Piotr Flin, polski astronom, fizyk (zm. 2018)
  - Andrzej Nowicki, polski inżynier elektronik
  - Pirri, hiszpański piłkarz
- 1946:
  - Namik Dokle, albański dziennikarz, polityk
  - Aleksandr Tatarkin, rosyjski ekonomista, polityk
- 1947:
  - Jiří Brožek, czeski montażysta filmowy
  - Eugen Indjic, amerykański pianista (zm. 2024)
  - Harry Kent, nowozelandzki kolarz torowy
  - Tristan Murail, francuski kompozytor
  - Lubomír Nádeníček, czeski lekkoatleta, płotkarz
- 1948:
  - Jim McMillian, amerykański koszykarz (zm. 2016)
  - Dominique Sanda, francuska aktorka, modelka
  - Jan Schelhaas, brytyjski muzyk, członek zespołów: Caravan i Camel
  - John Trapp, amerykański koszykarz
- 1949:
  - Michael Fredriksson, szwedzki lekkoatleta, sprinter
  - Roger Jouve, francuski piłkarz
  - Sam Tsemberis, kanadyjsko-amerykański psycholog kliniczny pochodzenia greckiego
- 1950:
  - Maciej Góraj, polski aktor
  - Wojciech Kowalski, polski prawnik, dyplomata
  - Jerzy Majchrzak, polski inżynier, samorządowiec, prezydent Kędzierzyna-Koźla
  - Simba Makoni, zimbabweński polityk
  - Bobby McFerrin, amerykański wokalista jazzowy
  - Anatolij Mosziaszwili, gruziński lekkoatleta, płotkarz (zm. 1918)
  - Viktoras Rinkevičius, litewski przedsiębiorca rolny, samorządowiec, polityk
  - Jerry Zucker, amerykański reżyser, scenarzysta i producent filmowy pochodzenia żydowskiego
- 1951:
  - Iradż Danajifard, irański piłkarz (zm. 2018)
  - Stanisław Kochanowski, polski samorządowiec, polityk, senator RP (zm. 2016)
  - Grzegorz Stellak, polski wioślarz (zm. 2023)
- 1952:
  - Douglas Adams, brytyjski pisarz (zm. 2001)
  - Ricardo Martinelli, panamski polityk, prezydent Panamy
- 1953:
  - Tadeusz Błachno, polski piłkarz
  - Ladislau Bölöni, rumuński piłkarz, trener pochodzenia węgierskiego
  - Derek Daly, irlandzki kierowca wyścigowy
  - Mary Harney, irlandzka polityk
  - Jimmy Iovine, amerykański producent muzyczny i filmowy
  - Ilona Richter, niemiecka wioślarka
- 1954:
  - Bożena Borys-Szopa, polska działaczka związkowa, polityk, poseł na Sejm RP
  - Gale Norton, amerykańska polityk
  - Hryhorij Szałamaj, ukraiński piłkarz, trener
- 1955:
  - Nina Hagen, niemiecka piosenkarka, aktorka
  - Giuseppe Martinelli, włoski kolarz szosowy
  - Waldemar Matuszewski, polski reżyser teatralny i radiowy, dyrektor artystyczny teatrów
  - Agatangel (Stankowski), macedoński biskup prawosławny
  - Zbigniew Taszycki, polski malarz, rysownik, twórca instalacji
- 1956:
  - Willie Banks, amerykański lekkoatleta, trójskoczek
  - Curtis Brown, amerykański pilot wojskowy, astronauta
  - Liane Buhr, niemiecka wioślarka, sterniczka
  - Mariusz Dzierżawski, polski przedsiębiorca, polityk, samorządowiec, działacz społeczny
  - Grzegorz Grzegorek, polski dziennikarz, wydawca, samorządowiec
  - Zoran Krasić, serbski prawnik, polityk, minister handlu (zm. 2018)
  - D.J. MacHale, amerykański pisarz, reżyser i producent filmowy
  - Gregorio Manzano, hiszpański trener piłkarski
  - Rob Paulsen, amerykański aktor głosowy, piosenkarz
  - Fiorenzo Stolfi, sanmaryński polityk
- 1957:
  - Mauricio Cruz Jiron, nikaraguański piłkarz, trener
  - Jelena Donaldson-Achmyłowska, rosyjsko-amerykańska szachistka (zm. 2012)
  - Gabriele Kühn, niemiecka wioślarka
  - Víctor Rangel, meksykański piłkarz, trener
  - Ghasem Solejmani, irański generał major, dowódca sił Ghods (zm. 2020)
- 1958:
  - Ghazi Maszal Adżil al-Jawar, iracki polityk, p.o. prezydenta Iraku
  - Eddie Lawson, amerykański motocyklista wyścigowy
  - John O’Neill, północnoirlandzki piłkarz
  - Andrew Rein, amerykański zapaśnik
- 1959:
  - Abdelhak Aszik, marokański bokser
  - Serhij Baszkirow, ukraiński piłkarz (zm. 2023)
  - Maria Epple, niemiecka narciarka alpejska
  - Aleksandra Mierzejewska, polska historyk, muzealnik
  - Manuel Negrete, meksykański piłkarz
  - Elisabeth Schroedter, niemiecka polityk
- 1960:
  - Christophe Gans, francuski reżyser, scenarzysta i producent filmowy
  - Jan Kiedrowicz, polski szachista, sędzia i instruktor szachowy (zm. 2024)
  - Andrzej Moskaluk, polski rzeźbiarz, artysta-plastyk
- 1961:
  - Mirjana Đurica, serbska piłkarka ręczna
  - Brent Huff, amerykański aktor, reżyser i scenarzysta filmowy
  - Kirsten Jensen, duńska działaczka samorządowa, polityk, eurodeputowana
  - Elias Koteas, grecko-kanadyjski aktor
  - Muhammad ibn Zajid Al Nahajjan, książę, następca tronu emiratu Abu Zabi
  - Ryszard Płochocki, polski ultramaratończyk
  - Alberto Terrile, włoski fotograf
  - Zbigniew Wieczorek, polski samorządowiec, polityk, poseł na Sejm RP
- 1962:
  - Peter Berg, amerykański aktor, reżyser, scenarzysta i producent filmowy
  - Matt Mead, amerykański polityk, gubernator stanu Wyoming
  - Mohamed Abdullahi Mohamed, somalijski polityk, prezydent Somalii
  - Jeffrey Nordling, amerykański aktor
  - Ulrich Schreck, niemiecki florecista
  - Maria Paula Silva, brazylijska koszykarka
  - Barbara Alyn Woods, amerykańska aktorka
- 1963:
  - Azem Hajdari, albański polityk (zm. 1998)
  - Alex Kingston, brytyjska aktorka
  - David LaChapelle, amerykański fotograf, producent filmowy
  - Corrado Melis, włoski duchowny katolicki, biskup Ozieri
  - Marcos Pontes, brazylijski pilot wojskowy, astronauta
- 1964:
  - Vincent Paul Abbott, amerykański perkusista, członek zespołów: Pantera, Damageplan i Rebel Meets Rebel (zm. 2018)
  - Joel Benjamin, amerykański szachista pochodzenia żydowskiego
  - Rafał Błaszczyk, polski siatkarz, trener
  - Steffen Bringmann, niemiecki lekkoatleta, sprinter
  - Emma Chambers, brytyjska aktorka (zm. 2018)
  - Raimo Helminen, fiński hokeista
  - Christian Henn, niemiecki kolarz szosowy
  - Jarosław Morawiecki, polski hokeista, trener
  - Ferenc Palánki, węgierski duchowny katolicki, biskup Debreczynu-Nyíregyházy
- 1965:
  - Nigel Adkins, angielski piłkarz, trener
  - Halina Benedyk, polska piosenkarka
  - Bożena Indrzycka-Niaz, polska lekkoatletka, biegaczka długodystansowa
  - Jesse Jackson Jr., amerykański polityk
  - Erzsébet Kocsis, węgierska piłkarka ręczna
  - Wallace Langham, amerykański aktor
- 1966:
  - Stéphane Demol, belgijski piłkarz, trener (zm. 2023)
  - Wojciech Domaradzki, polski polityk, poseł na Sejm RP
  - Maria Kamrowska, polska lekkoatletka, wieloboistka
  - Halvor Persson, norweski skoczek narciarski
- 1967:
  - John Barrowman, szkocko-amerykański aktor, tancerz, piosenkarz, prezenter telewizyjny
  - Grzegorz Braun, polski reżyser, scenarzysta, publicysta, twórca filmów dokumentalnych, wykładowca akademicki, polityk, poseł na Sejm RP
  - Renzo Gracie, brazylijski zawodnik sztuk walki
  - Francis Fonseca, belizeński polityk
  - Cynthia Klitbo, meksykańska aktorka
  - Uli Kusch, niemiecki perkusista, członek zespołów: Helloween, Masterplan, Holy Moses, Gamma Ray, Beautiful Sin, Mekong Delta i Ride The Sky
- 1968:
  - Salvador Gómez, hiszpański piłkarz wodny
  - József Nagy, słowacki ekonomista, polityk
  - Takao Ōsawa, japoński aktor
- 1969:
  - Michał Hanćkowiak, polski matematyk
  - Terrence Howard, amerykański aktor
  - Soraya, amerykańska piosenkarka pochodzenia kolumbijskiego (zm. 2006)
- 1970:
  - Bernadeta Bocek-Piotrowska, polska biegaczka narciarska
  - Jewgienij Korieszkow, kazachski hokeista, trener
  - Ksenija Predikaka, słoweńska lekkoatletka, skoczkini w dal
  - Thomen Stauch, niemiecki perkusista, członek zespołów: Blind Guardian, Savage Circus, Iron Savior i Coldseed Seelenzorn
  - Predrag Šustar, chorwacki filozof, wykładowca akademicki, akademicki, polityk
- 1971:
  - Andy Jenkins, angielski darter
  - Jung Sun-yong, południowokoreańska judoczka
  - Johnny Knoxville, amerykański aktor, scenarzysta, prezenter telewizyjny i filmowy
  - Martin Ručinský, czeski hokeista
  - Steffen Wesemann, niemiecki i szwajcarski kolarz szosowy
- 1972:
  - Tarik Filipović, bośniacki aktor, prezenter telewizyjny
  - Sławomir Gula, polski piłkarz
  - Renata Mrózek, polska siatkarka
  - Bogusław Rogalski, polski politolog, polityk, eurodeputowany
- 1973:
  - Thomas Christiansen, hiszpański piłkarz, trener pochodzenia duńskiego
  - Martin Hiden, austriacki piłkarz
  - Fábio Marcelino, brazylijski siatkarz (zm. 2025)
  - Vedin Musić, bośniacki piłkarz
  - Wołodymyr Musolitin, ukraiński piłkarz
  - Tomasz Rząsa, polski piłkarz
  - Massimiliano Salini, włoski samorządowiec, polityk, eurodeputowany
- 1974:
  - Kate Brian, amerykańska pisarka
  - Iwona Karolewska, polska urzędniczka, działaczka samorządowa, polityk, poseł na Sejm RP
  - Anna Marciniak-Czochra, polska matematyk, wykładowczyni akademicka
  - Rodney McGee, australijski kolarz szosowy i torowy
  - Sagid Murtazalijew, ukraińsko-rosyjski zapaśnik
  - Nicola Pederzolli, austriacka snowboardzistka
  - Remigiusz Sobociński, polski piłkarz
  - Aleksiej Uszakow, rosyjski hokeista
  - Adam Wakeman, brytyjski klawiszowiec, muzyk sesyjny
- 1975:
  - Fredrik Bekken, norweski wioślarz
  - David Cañada, hiszpański kolarz szosowy (zm. 2016)
  - Cedric Henderson, amerykański koszykarz
  - Buwajsar Sajtijew, rosyjski zapaśnik (zm. 2025)
  - Edina Tóth, węgierska polityk, eurodeputowana
- 1976:
  - Mariana Díaz-Oliva, argentyńska tenisistka
  - Thomas Gravesen, duński piłkarz
  - Amanda Hopmans, holenderska tenisistka
  - Andrejs Mamikins, łotewski dziennikarz, polityk pochodzenia rosyjskiego
  - Szymon Wydra, polski wokalista, gitarzysta, kompozytor, członek zespołu Carpe Diem
  - Grzegorz Zawiślak, polski przedsiębiorca, samorządowiec, burmistrz Prudnika
- 1977:
  - Nikki Anderson, węgierska aktorka pornograficzna
  - Fatih Bakir, turecki zapaśnik
  - Michal Handzuš, słowacki hokeista
  - Becky Hammon, amerykańska koszykarka
  - Jo Sung-mo, południowokoreański piosenkarz
  - Marco Kreuzpaintner, niemiecki reżyser, scenarzysta i producent filmowy
  - Sim Jae-won, południowokoreański piłkarz
  - Sokół, polski raper
- 1978:
  - Adam Bronikowski, polski wioślarz
  - Borys Budka, polski prawnik, samorządowiec, polityk, minister sprawiedliwości, poseł na Sejm RP
  - Michal Doležal, czeski skoczek narciarski, trener
  - Didier Drogba, iworyjski piłkarz
  - Natalija Huba, ukraińska wioślarka
  - Albert Luque, hiszpański piłkarz
  - Ousmane Sanou, burkiński piłkarz
  - Rob Simonsen, amerykański kompozytor muzyki filmowej
- 1979:
  - Elton Brand, amerykański koszykarz
  - Roger Hjelmstadstuen, norweski snowboardzista
  - Fred Jones, amerykański koszykarz
  - Benji Madden, amerykański gitarzysta, wokalista, członek zespołu Good Charlotte
  - Joel Madden, amerykański wokalista, członek zespołu Good Charlotte
  - José Mera, kolumbijski piłkarz
  - Georgi Peew, bułgarski piłkarz
  - Arturo Sanhueza, chilijski piłkarz
- 1980:
  - Arczil Chabadze, gruziński polityk
  - Nishma Gurung, nepalska pływaczka
  - Blaža Klemenčič, słoweńska kolarka górska
  - Bajaraagijn Naranbaatar, mongolski zapaśnik
  - Paul Scharner, austriacki piłkarz
  - Inês Cristina Zuber, portugalska polityk, eurodeputowana
- 1981:
  - David Anders, amerykański aktor
  - Ignacy Ereński, polski wokalista, członek zespołu Verba
  - Michał Łasko, włoski siatkarz pochodzenia polskiego
  - Roseline Odhiambo, kenijska siatkarka
  - Giampiero Pinzi, włoski piłkarz
  - Matthias Schweighöfer, niemiecki piosenkarz, aktor, reżyser i producent filmowy i telewizyjny
  - Paul Wall, amerykański raper
- 1982:
  - Thora Birch, amerykańska aktorka
  - Cosimo Caliandro, włoski lekkoatleta, długodystansowiec (zm. 2011)
  - Katarzyna Cynke, polska aktorka
  - Bojan Janić, serbski siatkarz
  - Marta Łukaszewska, polska siatkarka
  - Lindsey McKeon, amerykańska aktorka
  - Mahan Moin, szwedzka piosenkarka
- 1983:
  - Dienis Gizatullin, rosyjski żużlowiec
  - Żaneta Glanc, polska lekkoatletka, dyskobolka
  - Joanna Kocielnik, polska lekkoatletka, płotkarka
  - Ana Kokić, serbska piosenkarka
  - Lukáš Krajíček, czeski hokeista
  - Anton Kurjanow, rosyjski hokeista
  - Kamil Kuzera, polski piłkarz
  - Cristian Malmagro, hiszpański piłkarz ręczny
- 1984:
  - Rob Brown, amerykański aktor
  - Alex Gregory, brytyjski wioślarz
  - Marc-André Grondin, kanadyjski aktor
  - Mandy Hering, niemiecka piłkarka ręczna
  - Tom James, brytyjski wioślarz
  - Lauren Wenger, amerykańska piłkarka wodna
- 1985:
  - Krzysztof Gadacz, polski judoka
  - Megan Moulton-Levy, amerykańska tenisistka
  - Hakuhō Shō, mongolski sumita
  - Stefan Wesołowski, polski kompozytor, skrzypek, producent muzyczny
  - Viktorija Žemaitytė, litewska lekkoatletka, wieloboistka
- 1986:
  - Aleah Chapin, amerykańska malarka
  - Dario Cologna, szwajcarski biegacz narciarski
  - Katherine Glessner, amerykańska wioślarka
  - Amanda Weir, amerykańska pływaczka
- 1987:
  - Krzysztof Kijas, polski motorowodniak
  - Andreas Kuffner, niemiecki wioślarz
  - Estefanía Villarreal, meksykańska aktorka
- 1988:
  - Joshter Andrew, guamski judoka
  - Fábio Coentrão, portugalski piłkarz
  - Ante Delaš, chorwacki koszykarz
  - Tuğçe Hocaoğlu, turecka siatkarka
  - Grzegorz Pietkiewicz, polski siatkarz
  - Helena Sverrisdóttir, islandzka koszykarka
- 1989:
  - Monika Dejk-Ćwikła, polska wokalistka, autorka tekstów, gitarzystka basowa, członkini zespołu Obrasqi (zm. 2022)
  - Curtis Mitchell, amerykański lekkoatleta, sprinter
  - Malik Montana, polski raper
  - Liam Phillips, brytyjski kolarz BMX
  - Chase Simon, amerykański koszykarz
  - Anton Yelchin, amerykański aktor pochodzenia rosyjskiego (zm. 2016)
- 1990:
  - Edwige Gwend, włoska judoczka
  - Alexandra Jupiter, francuska siatkarka
  - Viðar Örn Kjartansson, islandzki piłkarz
  - Marlena Maj, polska lekkoatletka, wieloboistka
  - Ayumi Morita, japońska tenisistka
- 1991:
  - Tanya Acosta, argentyńska siatkarka
  - Sébastien Feller, francuski szachista
  - Alessandro Florenzi, włoski piłkarz
  - Miłosz Hebda, polski siatkarz
  - Kamohelo Mokotjo, południowoafrykański piłkarz
  - Jack Rodwell, angielski piłkarz
  - Prince Segbefia, togijski piłkarz
  - Dienis Simplikiewicz, rosyjski rugbysta
  - Dordżsürengijn Sumjaa, mongolska judoczka
- 1992:
  - Cándida Arias, dominikańska siatkarka
  - Jude Demorest, amerykańska aktorka
  - Jabarie Hinds, amerykański koszykarz
  - Sacha Parkinson, brytyjska aktorka
- 1993:
  - Manon Carpenter, brytyjska kolarka górska
  - Anthony Davis, amerykański koszykarz
  - Alexander Hill, australijski wioślarz
  - Marius Lode, norweski piłkarz
  - Park Je-un, południowokoreański skoczek narciarski
- 1994:
  - Candace Crawford, kanadyjska narciarka alpejska
  - Carlos Mané, portugalski piłkarz
  - Franziska Preuß, niemiecka biathlonistka
  - Andrew Robertson, szkocki piłkarz
- 1995:
  - Domenic Abounader, libański zapaśnik
  - Katarzyna Kociołek, polska siatkarka plażowa
- 1996:
  - Kalle Berglund, szwedzki lekkoatleta, średniodystansowiec
  - Omri Glazer, izraelski piłkarz
  - Francis Guerrero, hiszpański piłkarz
  - Matthew Ridenton, nowozelandzki piłkarz
- 1997:
  - Matreya Fedor, kanadyjska aktorka
  - Wiktorija Kondus, ukraińska koszykarka
  - Ajdin Penava, bośniacki koszykarz
  - Ray Spalding, amerykański koszykarz
- 1998:
  - Axel Disasi, francuski piłkarz pochodzenia kongijskiego
  - Daton Fix, amerykański zapaśnik
  - Elija Valentić, chorwacka lekkoatletka, tyczkarka
  - Deyovaisio Zeefuik, holenderski piłkarz pochodzenia surinamskiego
- 1999:
  - Enzo Ebosse, kameruński piłkarz
  - Wiktoria Gąsiewska, polska aktorka
  - Stiven Plaza, ekwadorski piłkarz
- 2000:
  - Jusuf Gazibegović, bośniacki piłkarz
  - Karolis Uzėla, litewski piłkarz
- 2003:
  - Wissam Kouainso, marokański zapaśnik
  - Dominika Pierzchała, polska siatkarka
  - Tomash, polski piosenkarz, kompozytor, autor tekstów, aktor
  - Giorgio Tomatis, włoski wspinacz sportowy
- 2004 – Barbora Palicová, czeska tenisistka
- 2005 – Guillaume Restes, francuski piłkarz, bramkarz pochodzenia iworyjskiego
- 2006 – Vitor Gabriel, brazylijski piłkarz

## Zmarli
- 222:
  - Heliogabal, cesarz rzymski (ur. 204 lub 205)
  - Hierokles, grecki niewolnik, woźnica, faworyt i kochanek cesarza Heliogabala (ur. ?)
  - Julia Soaemias, matka cesarza Heliogabala (ur. 180)
- 638 – Sofroniusz I, patriarcha Jerozolimy, święty katolicki i prawosławny (ur. ok. 560)
- 859 – Eulogiusz z Kordoby, hiszpański duchowny katolicki, męczennik, święty (ur. ?)
- 1088 – Bertold z Reichenau, niemiecki mnich benedyktyński, kronikarz (ur. ok. 1030)
- 1420 – Henryk II, książę ziębicki (ur. ?)
- 1453 – Władysław Oporowski, polski duchowny katolicki, biskup kujawski, arcybiskup gnieźnieński i prymas Polski (ur. 1395)
- 1486 – Albrecht III Achilles, elektor Brandenburgii (ur. 1414)
- 1538 – Jan Chojeński, polski duchowny katolicki, biskup krakowski (ur. 1486)
- 1543 – Kasper Ber, polski alchemik, mieszczanin krakowski, przedsiębiorca górniczo-hutniczy, kupiec (ur. ok. 1460)
- 1562 –  Antoine de Noailles, francuski arystokrata, polityk, dyplomata (ur. 1504)
- 1568 – Spytek Wawrzyniec Jordan, polski szlachcic, polityk (ur. 1518)
- 1570 – Niccolò Franco, włoski prozaik, poeta (ur. 1515)
- 1575 – Matthias Flacius, niemiecki teolog luterański, działacz reformacyjny (ur. 1520)
- 1576 – Juan de Salcedo, hiszpański konkwistador (ur. 1549)
- 1591 – Bernard von Waldeck, niemiecki duchowny katolicki, biskup Osnabrücka (ur. 1561)
- 1602 – Emilio de’ Cavalieri, włoski kompozytor (ur. ok. 1550)
- 1620 – Hannibal Franciszek Gonzaga, włoski duchowny katolicki, biskup Mantui, generał franciszkanów, Sługa Boży (ur. 1546)
- 1636 – Christoph Grienberger, austriacki jezuita, astronom (ur. 1561)
- 1646 – Stanisław Koniecpolski, polski szlachcic, magnat kresowy, polityk, hetman wielki koronny (ur. 1591)
- 1648 – Jan Działyński, polski szlachcic, polityk (ur. 1590)
- 1651 – Mikołaj Kisiel, polski szlachcic, polityk (ur. ?)
- 1694 – Jean-Nicolas Geoffroy, francuski kompozytor (ur. 1633)
- 1701 – Jakob Gyllenborg, szwedzki polityk (ur. 1648)
- 1715 – Jan Erasmus Quellinus, niderlandzki malarz, rysownik (ur. 1634)
- 1718 – Guy-Crescent Fagon, francuski lekarz, botanik (ur. 1638)
- 1719 – Pierre Seignette, francuski lekarz, aptekarz (ur. 1660)
- 1721 – Jerzy Rekuć, polski pastor, inicjator Poczty Królewieckiej, redaktor, tłumacz, wydawca (ur. 1670)
- 1722 – John Toland, irlandzki filozof, pisarz polityczny, teolog (ur. 1670)
- 1738 – Antoni Felicjan Szembek, polski szlachcic, polityk (ur. 1671)
- 1744 – Joanna Maria Béthune, francuska arystokratka, wojewodzina ruska (ur. ok. 1672)
- 1764 – Charles Levens, francuski kompozytor (ur. 1689)
- 1772 – Johann Georg Reutter, austriacki kompozytor, organista (ur. 1708)
- 1779 – Louis-César-Constantin de Rohan-Guéménée-Montbazon, francuski duchowny katolicki, biskup Strasburga, kardynał (ur. 1697)
- 1780 – Topham Beauclerk, brytyjski arystokrata (ur. 1739)
- 1786 – Charles Humphreys, amerykański młynarz, polityk (ur. 1714)
- 1787 – Elimelech z Leżajska, polski rabin (ur. 1717)
- 1796 – Antoni Małachowski, polski polityk, pisarz wielki koronny, marszałek Sejmu, sekretarz wielki koronny, wojewoda mazowiecki, marszałek Trybunału Głównego Koronnego (ur. 1740)
- 1807 – Anton Eberl, austriacki pianista, kompozytor (ur. 1765)
- 1809 – Hannah Cowley, brytyjska poetka, dramatopisarka (ur. 1743)
- 1812 – Philip James de Loutherbourg, brytyjski malarz, grafik, scenograf teatralny pochodzenia francuskiego (ur. 1740)
- 1818 – Maria Luiza Albertyna z Leiningen-Dagsburga-Falkenburga, niemiecka arystokratka (ur. 1729)
- 1819 – Michel Regnaud de Saint-Jean d’Angély, francuski prawnik, polityk (ur. 1760)
- 1820:
  - Alexander Mackenzie, szkocki kupiec, podróżnik (ur. 1764)
  - Benjamin West, amerykański malarz (ur. 1738)
- 1829 – William Hill Wells, amerykański prawnik, polityk (ur. 1769)
- 1846 – Johann Leonhard Hug, niemiecki duchowny katolicki, biblista (ur. 1765)
- 1847 – Maria Krystyna, królowa Sardynii i Piemontu (ur. 1779)
- 1854 – Willard Richards, amerykański przywódca religijny, lekarz, polityk (ur. 1804)
- 1856 – Georg Wilhelm von Raumer, niemiecki historyk, archiwista (ur. 1800)
- 1857 – Manuel José Quintana, hiszpański prozaik, poeta (ur. 1772)
- 1859:
  - Dominik Cẩm, wietnamski prezbiter i święty katolicki (ur. ?)
  - Józef Phạm Trọng Tả, wietnamski męczennik i święty katolicki (ur. ok. 1800)
  - Jan Waszkiewicz, polski ekonomista, wykładowca akademicki, cenzor (ur. 1797)
- 1860 – Hermann Dietrich Lindheim, niemiecki przemysłowiec (ur. 1790)
- 1863:
  - Jan Emanuel Brühl, polski ziemianin, urzędnik państwowy pochodzenia żydowskiego (ur. 1804)
  - James Outram, brytyjski generał porucznik, arystokrata (ur. 1803)
  - Juliusz Stadnicki, polski ziemianin, uczestnik powstania listopadowego (ur. 1806)
- 1866:
  - Marek Chŏng Ŭi-bae, koreański męczennik i święty katolicki (ur. 1794)
  - Aleksy U Se-yŏng, koreański męczennik i święty katolicki (ur. 1845)
- 1869 – Władimir Odojewski, rosyjski książę, pisarz, kompozytor, filantrop, pedagog (ur. 1804)
- 1870 – Moshoeshoe I, król Basuto (ur. ok. 1786)
- 1872:
  - Placyd Jankowski, polski duchowny unicki, pisarz (ur. 1810)
  - Thomas Buchanan Read, amerykański malarz, rzeźbiarz, poeta (ur. 1822)
- 1877 – Ferdinand von Quast, niemiecki architekt, konserwator zabytków (ur. 1807)
- 1878 – Benjamin Davis Wilson, amerykański polityk, burmistrz Los Angeles (ur. 1811)
- 1880 – Anna Fröhlich, austriacka śpiewaczka, pianistka, nauczycielka śpiewu (ur. 1793)
- 1883:
  - Józef Baum, polski ziemianin, polityk (ur. 1821)
  - Aleksandr Gorczakow, rosyjski arystokrata, polityk, dyplomata (ur. 1798)
- 1884 – Ben Thompson, amerykański rewolwerowiec (ur. 1843)
- 1888 – Friedrich Wilhelm Raiffeisen, niemiecki działacz spółdzielczy (ur. 1818)
- 1892:
  - Robert Ludwig Blumenthal, niemiecki polityk (ur. 1806)
  - Onufry Trembecki, polski lekarz, chirurg, okulista, aptekarz, uczestnik powstania listopadowego, burmistrz Nowego Sącza (ur. 1812)
- 1894 – James Fitzjames Stephen, brytyjski prawnik, sędzia, filozof, pisarz (ur. 1829)
- 1895:
  - Cesare Cantù, włoski pisarz, historyk, polityk (ur. 1804)
  - Artur Józef Nowakowski, polski aktor teatralny, śpiewak operetkowy, dyrektor teatrów prowincjonalnych (ur. 1850)
- 1896:
  - Gustaw Karol Sennewald, polski księgarz, wydawca pochodzenia niemieckiego (ur. 1832)
  - Feliks Szlachtowski, polski prawnik, polityk, prezydent Krakowa (ur. 1820)
- 1897:
  - Henry Drummond, szkocki pisarz, teolog, przyrodnik (ur. 1851)
  - Daniel Sanders, niemiecki leksykograf, wykładowca akademicki pochodzenia żydowskiego (ur. 1819)
- 1898 – William Rosecrans, amerykański wojskowy, dyplomata, wynalazca (ur. 1819)
- 1899 – Mór Than, węgierski malarz (ur. 1828)
- 1900 – Henryk Bukowski, polski antykwariusz, uczestnik powstania styczniowego, działacz emigracyjny (ur. 1839)
- 1902 – Friedrich Engelhorn, niemiecki przedsiębiorca (ur. 1821)
- 1903 – Józef Epstein, polski bankier, przemysłowiec pochodzenia żydowskiego (ur. 1834)
- 1907:
  - Jean Casimir-Perier, francuski polityk, prezydent Francji (ur. 1847)
  - Hermann Loebl, austriacki polityk (ur. 1858)
  - Dimityr Petkow, bułgarski polityk, premier Bułgarii (ur. 1858)
  - Franz Sacher, austriacki cukiernik (ur. 1816)
- 1908:
  - Edmondo De Amicis, włoski pisarz, dziennikarz (ur. 1846)
  - Josef Hlávka, czeski architekt, filantrop (ur. 1831)
- 1909:
  - Aquileo Echeverría, kostarykański poeta, prozaik, dziennikarz, dyplomata (ur. 1866)
  - Edmund Zalinski, amerykański major, wynalazca pochodzenia polskiego (ur. 1849)
- 1911 – Ernst Brenner, szwajcarski polityk, prezydent Szwajcarii (ur. 1856)
- 1914 – Bronisław Radziszewski, polski chemik, wykładowca akademicki (ur. 1838)
- 1917 – Bronisław Znatowicz, polski chemik, fizjograf, wykładowca akademicki (ur. 1851)
- 1919 – Sylwester Stankiewicz, polski generał porucznik w służbie rosyjskiej (ur. 1866)
- 1920 – Aleksander Bernatowicz, polski i rosyjski generał, lekarz (ur. 1855)
- 1921:
  - Sherburne Wesley Burnham, amerykański astronom, stenograf sądowy (ur. 1838)
  - Ignacy Pick, polski pułkownik piechoty (ur. 1868)
- 1922:
  - Heinrich Dunkel, niemiecki architekt (ur. 1878)
  - Anastazja Romanowa, rosyjska wielka księżna (ur. 1860)
- 1923 – Karl von Müller, niemiecki komandor (ur. 1873)
- 1924:
  - Iwan Geszow, bułgarski polityk, premier Bułgarii (ur. 1849)
  - Dirk Barend Kagenaar, holenderski wynalazca, fizjolog (ur. 1843)
  - Helge von Koch, szwedzki matematyk (ur. 1870)
- 1925 – Heinrich Adolf von Eck, niemiecki paleontolog, geolog (ur. 1837)
- 1926 – Siener van Rensburg, południowoafrykański prorok (ur. 1854)
- 1930 – Silvio Gesell, niemiecki ekonomista (ur. 1862)
- 1931 – Friedrich Wilhelm Murnau, niemiecki reżyser filmowy (ur. 1888)
- 1932:
  - Dora Carrington, brytyjska malarka (ur. 1893)
  - Hermann Gunkel, niemiecki teolog protestancki (ur. 1862)
- 1933 – Stanisław Tomkowicz, polski konserwator zabytków, historyk sztuki, dziennikarz (ur. 1850)
- 1936 – David Beatty, brytyjski admirał (ur. 1871)
- 1938:
  - Nikołaj Lubarski, radziecki polityk, dyplomata (ur. 1887)
  - Christen Raunkiær, duński botanik, wykładowca akademicki (ur. 1860)
  - Stanisław Serafin, polski żołnierz (ur. 1914)
- 1940:
  - Józef Francuzowicz, polski poeta (ur. ?)
  - Edgardo Mortara, włoski duchowny katolicki pochodzenia żydowskiego (ur. 1851)
  - Zdzisław Okęcki, polski dyplomata (ur. 1874)
- 1941:
  - Aleksander Własow, białoruski ekonomista, działacz narodowy, polityk, senator RP (ur. 1874)
  - Karl Joseph Schulte, niemiecki duchowny katolicki, arcybiskup Kolonii, kardynał (ur. 1871)
  - Stefan Kopeć, polski biolog, endokrynolog (ur. 1888)
  - Kazimierz Zakrzewski, polski historyk, publicysta (ur. 1900)
- 1943 – Maria Józefa, infantka portugalska, księżna bawarska (ur. 1857)
- 1944 – Hendrik Willem van Loon, holendersko-amerykański dziennikarz, historyk, autor literatury dziecięcej (ur. 1882)
- 1945:
  - Walter Hohmann, niemiecki architekt, pionier astronautyki i rakietnictwa (ur. 1880)
  - Paweł Krawczewicz, polski pallotyn, męczennik, Sługa Boży (ur. 1907)
  - Paul Tissandier, francuski pilot, balonowy, sterowcowy i samolotowy (ur. 1881)
- 1946 – Karol Kossok, polski piłkarz (ur. 1907)
- 1947:
  - Wilhelm Heye, niemiecki generał (ur. 1869)
  - Victor Lustig, czeski oszust (ur. 1890)
- 1948 – Frano Gjini, albański duchowny katolicki, biskup, męczennik, błogosławiony (ur. 1886)
- 1949 – Henri Giraud, francuski generał, polityk (ur. 1879)
- 1950 – Heinrich Mann, niemiecki pisarz (ur. 1871)
- 1951 – Ignacy Baliński, polski pisarz, publicysta, polityk (ur. 1862)
- 1952:
  - Willy de l’Arbre, belgijski żeglarz sportowy (ur. 1882)
  - Pierre Renoir, francuski aktor (ur. 1885)
- 1954 – Zygmunt Kurczyński, polski rzeźbiarz (ur. 1883)
- 1955:
  - Colin Finlayson, kanadyjski wioślarz pochodzenia australijskiego (ur. 1903)
  - Alexander Fleming, brytyjski lekarze, bakteriolog, laureat Nagrody Nobla (ur. 1881)
  - Stanisław Niewinowski, polski polityk, poseł na Sejm Ustawodawczy (ur. 1892)
- 1956:
  - Jan Lachcik, polski pedagog, inspektor szkolny, polityk, senator RP (ur. 1892)
  - Siergiej Wasilenko, rosyjski kompozytor, dyrygent, pedagog (ur. 1872)
- 1957:
  - Richard Byrd, amerykański kontradmirał, polarnik, pilot (ur. 1888)
  - Antoni Rączaszek, polski samorządowiec, burmistrz Czeladzi, prezydent Grodna i Tomaszowa Mazowieckiego (ur. 1898)
- 1958:
  - Ingeborg, księżniczka duńska (ur. 1878)
  - Ole Kirk Christiansen, duński producent zabawek (ur. 1891)
- 1959:
  - Rolv Gjessing, norweski psychiatra (ur. 1887)
  - Julian Skokowski, polski generał brygady (ur. 1886)
- 1960:
  - Roy Chapman Andrews, amerykański odkrywca, przyrodnik, paleontolog (ur. 1884)
  - Roman Mann, polski scenograf (ur. 1911)
- 1962:
  - Tadeusz Stefan Kurkiewicz, polski histolog (ur. 1885)
  - Wiaczesław Ragozin, rosyjski szachista, dziennikarz i sędzia szachowy (ur. 1908)
- 1963:
  - Jean-Marie Bastien-Thiry, francuski wojskowy, specjalista uzbrojenia lotniczego, pracownik ministerstwa wojny, zamachowiec (ur. 1927)
  - Alfred Fanning, nowozelandzki rugbysta (ur. 1890)
  - Rhoda Rennie, południowoafrykańska pływaczka (ur. 1909)
  - Zbigniew Tymoszewski, polski malarz, pedagog (ur. 1924)
- 1964:
  - Henryk Makower, polski mikrobiolog pochodzenia żydowskiego (ur. 1904)
  - Czesław Poborski, polski geolog (ur. 1916)
- 1965 – Clemente Micara, włoski kardynał, wysoki urzędnik Kurii Rzymskiej, nuncjusz apostolski (ur. 1879)
- 1966 – Stanisław Szeligowski, polski astronom (ur. 1887)
- 1967:
  - Geraldine Farrar, amerykańska śpiewaczka operowa (sopran) (ur. 1882)
  - Siergiej Maksimow, rosyjski pisarz i publicysta emigracyjny (ur. 1916)
  - Walter A. Shewhart, amerykański fizyk, inżynier, statystyk (ur. 1891)
  - Tadeusz Kazimierz Żuliński, polski lekarz weterynarii, specjalista anatomii patologicznej (ur. 1910)
- 1969:
  - Hermann Aubin, niemiecki historyk, wykładowca akademicki (ur. 1885)
  - John Dały, brytyjski lekkoatleta, długodystansowiec pochodzenia irlandzkiego (ur. 1880)
  - Louise Howard, brytyjska agronom (ur. 1880)
  - John Wyndham, brytyjski pisarz science fiction (ur. 1903)
- 1970:
  - Kurt Feldt, niemiecki generał (ur. 1887)
  - Erle Stanley Gardner, amerykański prawnik, pisarz (ur. 1889)
  - Bill Leyden, amerykański gospodarz teleturnieju (ur. 1917)
- 1971:
  - Ivo Buratović, jugosłowiański wszechstronny lekkoatleta (ur. 1909)
  - Boris Piermikin, rosyjski generał, emigrant (ur. 1890)
- 1972:
  - Fredric Brown, amerykański pisarz, dziennikarz (ur. 1906)
  - Alojzy Kiełpikowski, polski lekkoatleta, młociarz (ur. 1896)
  - John Spencer-Churchill, brytyjski arystokrata, polityk (ur. 1897)
- 1973:
  - Włodzimierz Dolański, polski tyflolog, nauczyciel dzieci niewidomych, publicysta, pianista (ur. 1886)
  - Manuel Rojas, chilijski pisarz, krytyk literacki, dziennikarz (ur. 1896)
- 1974 – Stanisława Leszczyńska, polska położna, więźniarka Auschwitz-Birkenau, Służebnica Boża (ur. 1896)
- 1975:
  - Zena Dare, brytyjska aktorka (ur. 1887)
  - Menachem Kohen, izraelski polityk (ur. 1922)
- 1976 – Gordon Dobson, brytyjski fizyk, meteorolog (ur. 1889)
- 1977:
  - Eustachy Chmielewski, polski inżynier, architekt (ur. 1900)
  - Ferenc Kónya, węgierski piłkarz, trener (ur. 1892)
- 1978:
  - Laurence Bradshaw, brytyjski rzeźbiarz, malarz, grafik, działacz komunistyczny (ur. 1899)
  - Ward Van Orman, amerykański inżynier, wynalazca, pilot balonowy (ur. 1894)
- 1980:
  - Julio de Caro, argentyński muzyk tanga, kompozytor, skrzypek, dyrygent (ur. 1899)
  - Estera Kowalska, polska aktorka pochodzenia żydowskiego (ur. 1905)
  - Juliusz Weber, polski skrzypek, pedagog (ur. 1902)
- 1981 – Kazimierz Kordylewski, polski astronom (ur. 1903)
- 1982:
  - Nikołaj Kamanin, radziecki generał pułkownik lotnictwa, polityk (ur. 1908)
  - Leonid Kmit, rosyjski aktor (ur. 1908)
  - René Nelli, francuski historyk, mediewista (ur. 1906)
- 1984:
  - Stefan Gałkowski, polski artysta plastyk, twórca gobelinów (ur. 1912)
  - Kazimierz Kopecki, polski inżynier elektryk, wykładowca akademicki, polityk, poseł na Sejm PRL (ur. 1904)
- 1985:
  - Tom Adams, barbadoski polityk, premier Barbadosu (ur. 1931)
  - Nazim Akkari, libański polityk, premier Libanu (ur. 1902)
  - Wacław Chowaniec, polski prawnik, bankowiec, polityk, prezydent Stanisławowa, poseł na Sejm RP (ur. 1897)
- 1986:
  - Ari Ankorjon, izraelski prawnik, dziennikarz, pisarz, polityk (ur. 1908)
  - Georg-Peter Eder, niemiecki pilot wojskowy, as myśliwski (ur. 1921)
  - Herbert Runge, niemiecki bokser (ur. 1913)
  - Sonny Terry, amerykański wokalista i harmonijkarz bluesowy (ur. 1911)
- 1987 – Joe Gladwin, brytyjski aktor (ur. 1906)
- 1988:
  - Irina Goszewa, rosyjska aktorka (ur. 1911)
  - Matylda Kretkowska, polska działaczka socjalistyczna i niepodległościowa (ur. 1917)
  - Jan Pohorski, polski prawnik, sędzia, polityk, poseł na Sejm PRL (ur. 1905)
- 1989:
  - William Challee, amerykański aktor (ur. 1904)
  - Pelle Pihl, szwedzki lekkoatleta, sprinter i średniodystansowiec (ur. 1910)
- 1992:
  - László Benedek, amerykański reżyser filmowy pochodzenia węgierskiego (ur. 1905)
  - Richard Brooks, amerykański reżyser i scenarzysta filmowy (ur. 1912)
  - Anton Ingolič, słoweński prozaik, dramaturg, tłumacz (ur. 1907)
- 1993:
  - Alina Centkiewicz, polska pisarka (ur. 1907)
  - Manuel da Fonseca, portugalski pisarz (ur. 1911)
  - Stefania Reindl, polska gimnastyczka (ur. 1922)
- 1995 – Jean Bayard, francuski rugbysta (ur. 1897)
- 1996:
  - Vince Edwards, amerykański reżyser filmowy, aktor (ur. 1928)
  - Tadeusz Nowakowski, polski pisarz (ur. 1917)
- 1997 – Robert Browning, brytyjski historyk, bizantynolog (ur. 1914)
- 1998:
  - Buddy Jeannette, amerykański koszykarz (ur. 1917)
  - Jean Shiley, amerykańska lekkoatletka, skoczkini wzwyż (ur. 1911)
- 2000:
  - Kazimierz Brandys, polski pisarz, scenarzysta filmowy pochodzenia żydowskiego (ur. 1916)
  - Carlo Alberto Galluzzi, włoski księgowy, polityk, eurodeputowany (ur. 1919)
  - Laureano López Rodó, hiszpański prawnik, polityk, dyplomata (ur. 1920)
  - Alfred Schwarzmann, niemiecki gimnastyk (ur. 1912)
- 2002:
  - Al Cowens, amerykański baseballista (ur. 1951)
  - Marion Dönhoff, niemiecka dziennikarka, publicystka (ur. 1909)
  - Erhard Jakobsen, duński polityk (ur. 1917)
  - Franjo Kuharić, chorwacki kardynał (ur. 1919)
  - Ryszard Rosin, polski historyk, mediewista (ur. 1919)
  - James Tobin, amerykański ekonomista, laureat Nagrody Banku Szwecji im. Alfreda Nobla w dziedzinie ekonomii (ur. 1918)
- 2004:
  - Marian Jabłoński, polski piłkarz (ur. 1922)
  - Zaki Nassif, libański polityk (ur. 1915)
- 2006:
  - Slobodan Milošević, serbski polityk, prezydent Serbii i Jugosławii (ur. 1941)
  - Raymond Touroul, francuski kierowca wyścigowy (ur. 1939)
- 2007:
  - Betty Hutton, amerykańska aktorka (ur. 1921)
  - Stefan Niewczyk, polski lutnik (ur. 1925)
  - Władysław Pabisz, polski hokeista, bramkarz (ur. 1931)
  - Louis Watunda, kongijski trener piłkarski (ur. 1947)
- 2008:
  - Eugeniusz Chmielewski, polski technik mechanik, historyk-regionalista (ur. 1930)
  - Mieczysław Pimpicki, polski chirurg, pionier medycyny sportowej, żołnierz AK (ur. 1913)
- 2009:
  - Czesław Drążek, polski duchowny katolicki, jezuita, dziennikarz (ur. 1934)
  - Mieczysław Grotkowski, polski związkowiec (ur. 1928)
  - Hans Öberg, szwedzki hokeista (ur. 1926)
  - Grady Lewis, amerykański koszykarz, trener (ur. 1917)
- 2010:
  - Joachim Badeni, polski duchowny katolicki, dominikanin (ur. 1912)
  - Merlin Olsen, amerykański aktor (ur. 1940)
- 2011:
  - Sławomir Wyszkowski, polski elektrotechnik, konstruktor (ur. 1918)
  - Maria Zduniak, polska muzykolog (ur. 1934)
- 2012:
  - Bogusław Mec, polski piosenkarz, kompozytor, plastyk (ur. 1947)
  - John Souza, amerykański piłkarz (ur. 1920)
- 2013:
  - Helga Arendt, niemiecka lekkoatletka, sprinterka (ur. 1964)
  - Martin Adolf Bormann, niemiecki teolog (ur. 1930)
  - Witold Dłużniak, polski piłkarz, działacz sportowy (ur. 1936)
  - Florian Siwicki, polski generał armii, polityk, członek WRON, minister obrony narodowej (ur. 1925)
  - Borys Wasiliew, rosyjski prozaik, dramaturg, scenarzysta filmowy (ur. 1924)
- 2014 – Jerzy Walachowicz, polski prawnik (ur. 1932)
- 2015:
  - Janusz Łaznowski, polski związkowiec (ur. 1944)
  - Jerzy Vaulin, polski reżyser dokumentalista, agent MBP, zabójca (ur. 1926)
- 2016:
  - Iolanda Balaș, rumuńska lekkoatletka, skoczkini wzwyż (ur. 1936)
  - Keith Emerson, brytyjski muzyk, członek zespołu Emerson, Lake and Palmer (ur. 1944)
  - Zbigniew Rusin, polski lekarz sportowy, trener i działacz kolarski (ur. 1930)
  - Wincenty Smolak, polski hodowca koni huculskich, prekursor hipoterapii w Polsce (ur. 1942)
  - Zbigniew Szczot, polski działacz sportowy (ur. 1937)
- 2017:
  - Kitty Courbois, holenderska aktorka (ur. 1937)
  - András Kovács, węgierski reżyser filmowy (ur. 1925)
- 2018:
  - Alba Arnova, włoska aktorka (ur. 1930)
  - Jean Damascène Bimenyimana, rwandyjski duchowny katolicki, biskup Cyangugu (ur. 1953)
  - Karl Lehmann, niemiecki duchowny katolicki, biskup Moguncji, kardynał (ur. 1936)
  - Siegfried Rauch, niemiecki aktor (ur. 1932)
- 2019:
  - Hal Blaine, amerykański perkusista rockowy (ur. 1929)
  - Coutinho, brazylijski piłkarz (ur. 1943)
  - Josef Feistmantl, austriacki saneczkarz (ur. 1939)
- 2020:
  - Ludwik Algierd, polski bokser (ur. 1933)
  - József Gyuricza, węgierski florecista (ur. 1934)
  - Irina Kiriczenko, rosyjska kolarka torowa (ur. 1937)
  - Tetiana Proroczenko, ukraińska lekkoatletka, sprinterka (ur. 1952)
  - Sebastião Roque Rabelo Mendes, brazylijski duchowny katolicki, biskup pomocniczy Belo Horizonte (ur. 1929)
  - Charles Wuorinen, amerykański kompozytor, pianista, dyrygent, pedagog (ur. 1938)
- 2021:
  - Mauro Aparecido dos Santos, brazylijski duchowny katolicki, arcybiskup Cascavel (ur. 1954)
  - Jan Cygan, polski językoznawca (ur. 1927)
  - Wiktor Lebiediew, rosyjski kompozytor (ur. 1941)
  - Luis Palau, amerykański duchowny protestancki, ewangelista, misjonarz (ur. 1934)
- 2022:
  - Rupiah Banda, zambijski polityk, wiceprezydent i prezydent Zambii (ur. 1937)
  - Ludwik Erhardt, polski muzykolog, dziennikarz muzyczny (ur. 1934)
  - Rüstəm İbrahimbəyov, azerski scenarzysta i producent filmowy (ur. 1939)
  - Andriej Kolesnikow, rosyjski generał major (ur. 1977)
  - João Evangelista Martins Terra, brazylijski duchowny katolicki, biskup pomocniczy Brasílii (ur. 1925)
  - Aliaksiej Piatkiewicz, białoruski literaturoznawca, językoznawca, wykładowca akademicki (ur. 1931)
- 2023:
  - Angel Hobayan, filipiński duchowny katolicki, biskup Catarman (ur. 1929)
  - John Jakes, amerykański pisarz (ur. 1932)
  - Karoline Käfer, austriacka lekkoatletka, sprinterka (ur. 1954)
  - Ignacio López Tarso, meksykański aktor (ur. 1925)
  - Waldemar Wilhelm, polski reżyser filmowy i teatralny (ur. 1935)
- 2024:
  - Paul Alexander, amerykański prawnik (ur. 1946)
  - Emilio Correa, kubański bokser (ur. 1953)
  - Marian Gołębiewski, polski duchowny katolicki, biskup koszalińsko-kołobrzeski, arcybiskup metropolita wrocławski (ur. 1937)
  - Lisa Larson, szwedzka ceramiczka, rzeźbiarka, projektantka (ur. 1931)
  - Antoni (Pantelić), serbski biskup prawosławny, biskup morawicki (ur. 1970)
  - Malachy McCourt, amerykański aktor (ur. 1931)
- 2025:
  - Junior Bridgeman, amerykański koszykarz (ur. 1953)
  - Zbigniew Buski, polski prawnik, publicysta, menadżer kultury (ur. 1954)
  - Francesco Cuccarese, włoski duchowny katolicki, arcybiskup Acerenzy, Caserty i Pescary-Penne (ur. 1930)
  - Władysław Duczko, polski archeolog (ur. 1946)
  - Ayumi Ishida, japońska aktorka (ur. 1948)
  - Krzysztof Krasowski, polski prawnik, historyk prawa, profesor nauk prawnych (ur. 1955)
  - Norair Nurikjan, bułgarski sztangista (ur. 1948)
  - Clive Revill, nowozelandzki aktor (ur. 1930)
  - Witold Tomczak, polski lekarz, polityk, poseł na Sejm RP, eurodeputowany (ur. 1957)